# دانيال فيتزجيرالد (كرة سلة)
دانيال فيتزجيرالد (بالإنجليزية: Daniel Fitzgerald)‏ مواليد 12 أغسطس 1984 في سانت بول، هو لاعب كرة سلة أمريكي معتزل. بدأ مسيرته الاحترافية في سنة 2008. حمل الرقم 14. يبلغ طوله 6 قدم 11 بوصة (2.1 م).

## المسيرة الاحترافية
لعب مع راتيوفارم أولم في سنة 2011، ثم لعب مع أوبراس سانيتارياس في الدوري الأرجنتيني في سنة 2012، ثم لعب مع أكيتا نورثرن هابينيتس في موسم 2012–2013، ثم لعب مع نادي أوفييدو لكرة السلة في موسم 2013–2014.

## روابط خارجية
- دانيال فيتزجيرالد على موقع كرة السلة الأوروبية.كوم (الإنجليزية)
- دانيال فيتزجيرالد على موقع كلية كرة السلة في سبورتس رفرنس.كوم (الإنجليزية)
- دانيال فيتزجيرالد على موقع ريلجم (الإنجليزية)
- دانيال فيتزجيرالد على موقع بروبوليرز (الإنجليزية)